# Роял-Лейкс (Іллінойс)
Роял-Лейкс (англ. Royal Lakes) — селище (англ. village) в США, в окрузі Макупін штату Іллінойс. Населення — 167 осіб (2020).

## Географія
Роял-Лейкс розташований за координатами 39°6′48″ пн. ш. 89°57′31″ зх. д. / 39.11333° пн. ш. 89.95861° зх. д. (39.113283, -89.958537).  За даними Бюро перепису населення США в 2010 році селище мало площу 1,33 км², з яких 1,21 км² — суходіл та 0,12 км² — водойми.

## Демографія
Згідно з переписом 2010 року, у селищі мешкало 197 осіб у 81 домогосподарстві у складі 53 родин. Густота населення становила 149 осіб/км².  Було 108 помешкань (81/км²).
Расовий склад населення:
| - 64,5 % — чорних або афроамериканців - 31,5 % — білих - 0,5 % — корінних американців - 0,5 % — азіатів - 1,5 % — осіб інших рас |

До двох чи більше рас належало 1,5 %. Частка іспаномовних становила 2,5 % від усіх жителів.
За віковим діапазоном населення розподілялося таким чином: 24,9 % — особи молодші 18 років, 55,8 % — особи у віці 18—64 років, 19,3 % — особи у віці 65 років та старші. Медіана віку мешканця становила 49,5 року. На 100 осіб жіночої статі у селищі припадало 91,3 чоловіків;  на 100 жінок у віці від 18 років та старших — 89,7 чоловіків також старших 18 років.
Середній дохід на одне домашнє господарство  становив 42 622 долари США (медіана — 36 875), а середній дохід на одну сім'ю — 48 693 долари (медіана — 41 786). За межею бідності перебувало 18,2 % осіб, у тому числі 25,9 % дітей у віці до 18 років та 7,7 % осіб у віці 65 років та старших.
Цивільне працевлаштоване населення становило 28 осіб. Основні галузі зайнятості: освіта, охорона здоров'я та соціальна допомога — 50,0 %, оптова торгівля — 10,7 %, сільське господарство, лісництво, риболовля — 10,7 %.